# 邦達斯卡峰

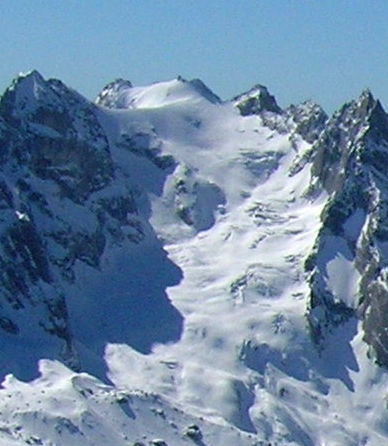

46°17′15.9″N 9°37′18.2″E / 46.287750°N 9.621722°E
邦達斯卡峰（義大利語：Cima della Bondasca），是歐洲的山峰，位於意大利和瑞士接壤的邊境，屬於布雷加格利亞山脈的一部分，海拔高度3,289米，每年平均降雨量1,693毫米。